# Селюты (Смоленская область)
Селюты — деревня в Шумячском районе Смоленской области России. Входит в состав Руссковского сельского поселения. Население — 10 жителей (2007 год).
Расположена в юго-западной части области в 22 км к северо-западу от Шумячей, в 25 км севернее автодороги А101 Москва — Варшава («Старая Польская» или «Варшавка»), на берегу реки Ломна. В 25 км юго-восточнее деревни расположена железнодорожная станция Осва на линии Рославль — Кричев.

## История
В годы Великой Отечественной войны деревня была оккупирована гитлеровскими войсками в августе 1941 года, освобождена в сентябре 1943 года.